# 장응진
장응진(張膺震, 일본식 이름: 張元膺震하리모토 에이신, 1890년 3월 15일 ~ 1950년)은 한국의 교육인으로 안창호 계열의 계몽운동가였다. 호는 백악(白岳).

## 생애
황해남도 장진군 출신이다. 개화한 지식인이며 김구와도 함께 활동했던 아버지 장의택의 영향으로 신학문을 일찍 접했다. 1897년 한성부로 유학을 와서 관립영어학교에 입학했다. 이 학교에 다니면서 독립협회의 만민공동회에 참가하는 등 계몽운동에 뜻을 두었다가 1898년 일본으로 유학을 떠났다.
1905년 일본 도쿄에서 조선인 유학생들이 결성한 태극학회의 평의원으로 본격적으로 사회 활동을 시작했다. 이 단체는 주로 관서 지방 출신의 유학생들이 중심이 된 단체로, 당시 장응진은 도쿄 고등사범학교에 재학 중이었다. 태극학회에 참가하면서 태극학회의 기관지 《태극학보》의 발행인을 맡고 초대 회장에 올랐으며, 서북 지역 기독교 계열 청년들의 정신적 지도자 안창호가 도쿄를 방문했을 때 만나 영향을 받았다.
한편, 이때 태극학보에 실린 '백악춘사'의 〈다정다한〉이라는 신소설은 장응진의 작품으로 추정된다. 〈다정다한〉은 국한문혼용체의 기독교 소설로, 굳건한 의지로 역경에도 굴하지 않는 개화기의 계몽운동가가 주인공으로 등장하는 작품이다. 장응진이 동향인 황해도 출신의 청년운동가 김정식의 행적을 소설화한 것으로 알려져 있다.
1907년 안창호가 평양에 설립한 대성학교의 교무책임자를 맡았다. 초대 교장은 윤치호였다. 1909년에는 윤치호와 최남선 등이 조직한 신민회 방계 조직인 청년학우회에 발기인으로 참여했다. 그러나 1912년 일제가 신민회 탄압을 위해 서북 지역의 애국계몽 운동가들을 대거 체포한 105인 사건으로 투옥되었다.
1913년부터 1922년까지 휘문고등보통학교의 학감으로 재직했다. 담당 과목은 이화학(理化學)이었다. 이광수와 최남선, 김기림의 예에서 보듯, 당시의 지식인들은 인문과학과 자연과학을 구분해 공부하지 않았다.
휘문고보에서 근무하면서 1920년에 창설된 조선교육회 결성 작업에도 참여했다. 조선교육회는 3·1 운동 이후 일어난 교육계의 민족교육 운동과 관련이 있으며, 중앙고등보통학교 교장 최두선, 중동고등보통학교 교장 최규동, 동덕여자고등보통학교 교장 조동식, 조선기독교청년회연합회의 이상재 등이 주도한 단체였다.
일제강점기 말기의 전쟁 시기에 기독교 청년운동과 애국계몽 운동 계열 인물들이 대부분 변절했을 때, 장응진도 일제에 협조한 행적이 있는 것으로 알려졌다. 조선총독부 사학관 겸 편수관을 지냈고, 전쟁 지원을 선전하는 방송교화선전반 강사로 활동했다.
광복 후인 1950년 6월부터 휘문고등학교 교장을 맡아 근무하던 중 한국 전쟁이 발발했다. 장응진은 학교를 부산 임시교사로 옮겼으나, 곧 피난지에서 과로로 순직했다.

## 사후
사망 후 105인 사건 관련 공적으로 건국훈장 독립장을 추서받았다가, 1996년 대한민국 국가보훈처가 뚜렷한 친일 행적이 있거나 허위 공적을 제출한 독립유공자를 가려내 서훈을 취소했을 때 여기에 포함되었다.
2008년 민족문제연구소가 발표한 친일인명사전 수록예정자 명단 중 교육/학술 부문에 선정되었으며 2009년 친일반민족행위진상규명위원회가 발표한 친일반민족행위 705인 명단에 포함되었다.

## 같이 보기
- 태극학회
- 105인 사건
- 대성학교
- 휘문고등학교

## 참고자료
- 양진오 (2004년 2월 15일). 〈제1부 개화기 소설의 시학과 해석 - 1. 개화기 소설, 그 낯설지만 매력적인 세계〉. 《한국소설의 시학과 해석》. 서울: 새미. ISBN 89-5628-105-X.
- 이광수 (2000년 6월 30일). 〈제1부 3. 신민회 시대〉. 《도산 안창호 (사르비아총서 103)》. 서울: 범우사. ISBN 89-08-03206-1.
- 장응진(張膺震) - 한국학중앙연구원